# ماير جوجينهايم
ماير جوجينهايم، (بالإنجليزية: Meyer Guggenheim)، (في الفترة من 1 فبراير 1828 حتى 15 مارس 1905)، هو مؤسس أسرة جوجينهايم، في الولايات المتحدة.
ولد في لنجناو، أرجاو، أرجاو في سويسرا، وكان من يهود الأشكناز، وهاجر إلى الولايات المتحدة في عام 1847.
بدأ حياته بالعمل في مجال الاستيراد، ولكنه بنى ثروته وثروة عائلته (التي كانت من أكبر الثروات في القرن التاسع عشر) من التعدين وصهر المعادن. وقد كان لديه هو وزوجته باربرا عشرة أبناء. وكان لخمسة من أولاده السبعة دور فعال في الأنشطة التجارية للأسرة:
- إسحاق (1854–1922)؛
- دانيال (1856–1930)، كبير العائلة بعد موت والده، وكان أنشط الأبناء في السعي إلى إقامة مشاريع تعدين في أنحاء العالم والعمل على تطويرها،
- مري (1858–1939)، كانت تعمل أساسًا في تجارة استيراد المطرزات والدانتيل، وابتداءً من عام 1881 دخل في مجال التعدين وصهر المعادن،
- سليمان روبرت (1861–1949)، من الداعمين لـ الفن الحديث عن طريق مؤسسته أو عن طريق التبرع لـ متحف الفن الحديث،
- (جون) سايمون (1867–1941)، كان عضو مجلس الشيوخ لدورة واحدة عن ولاية كولورادو،

وهناك ابنان آخران هما بنيامين (1865–1912)، الذي توفي في كارثة تيتانيك، وويليام.

## وصلات خارجية
- National Mining Hall of Fame: Meyer Guggenheim نسخة محفوظة 22 فبراير 2014 على موقع واي باك مشين.